# 百舌鳥古墳群
百舌鳥古墳群（もずこふんぐん）は、大阪府堺市にある古墳群。半壊状態のものも含めて44基の古墳がある。このうち19基が国の史跡に指定されているほか、これとは別に宮内庁によって3基が天皇陵に、2基が陵墓参考地に、18基が陵墓陪冢に治定されている。かつては100基を上回る古墳があったが、第二次世界大戦後に宅地開発が急速に進んだため、半数以上の古墳が破壊されてしまった。
古市古墳群とともに、巨大な前方後円墳を擁する古墳群として知られる。

## 概要
大仙陵古墳（伝仁徳天皇陵）、ミサンザイ古墳など、墳丘長200m以上の大型の前方後円墳4基を含む。
堺市北西部に位置し、古代の海岸線に近い上町台地に続く台地上に築かれている。古墳は東西、南北ともそれぞれ約4キロメートルの範囲に分布。
古墳は、前方部が南向きに築造されている上石津ミサンザイ古墳、大山古墳、田出井山古墳などと百済川の谷の両岸に築造された土師ニサンザイ古墳、いたすけ古墳、百舌鳥御廟山古墳の二つの古墳群から構成されている。
この台地の西側の低い背梁部に上石津ミサンザイ古墳が営まれ、その北方へ大山古墳、田出井山古墳などが順次築造されていく一方、百済川の東方へも既述した古墳群が拡大されていったと推測される。つまり、上石津ミサンザイ古墳が先行し、川の東部には百舌鳥大塚山古墳・いたすけ古墳が、次いで西方では大山古墳、川の東方では百舌鳥御廟山古墳がほぼ同時期に造られ、西方の土師ニサンザイ古墳と田出井山古墳が、これもほぼ同時期に築造されたと推測できる。
2008年9月26日、大仙陵古墳（伝仁徳天皇陵）、上石津ミサンザイ古墳（伝履中天皇陵）など宮内庁管理下の古墳を含む百舌鳥古墳群・古市古墳群が世界遺産の国内暫定リストに追加された。歴史学や考古学の学会の一部には、世界遺産登録やその登録条件となる文化財指定が、宮内庁管理下の天皇陵古墳の公開や発掘調査に道を開くものとして期待する声がある。
世界遺産登録のために構成資産を確定する調査（2009年度堺市教育委員会発掘調査）において、聖塚古墳と舞台塚古墳が古墳ではなく中世以降に築かれた塚であったことが判明した。聖塚古墳の墳丘とみられていた部分の最下層から、江戸時代の磁器が出土し、18世紀以降に土を盛ってつくられた塚であること、また舞台塚古墳からも、13世紀頃に作成された土器が見つかり、いずれも古墳の可能性は低いとみなされた。
2017年7月31日、文化審議会が古市古墳群と合わせ「百舌鳥・古市古墳群」として世界遺産の2019年登録審査候補として正式に推薦することを決定し2019年5月13日、ユネスコの諮問機関は世界文化遺産への登録を勧告した。2019年7月6日、アゼルバイジャンで開かれた第43回世界遺産委員会にて、百舌鳥古墳群に属する古墳23基が正式に世界遺産に登録された。

## 一覧

### 現存古墳

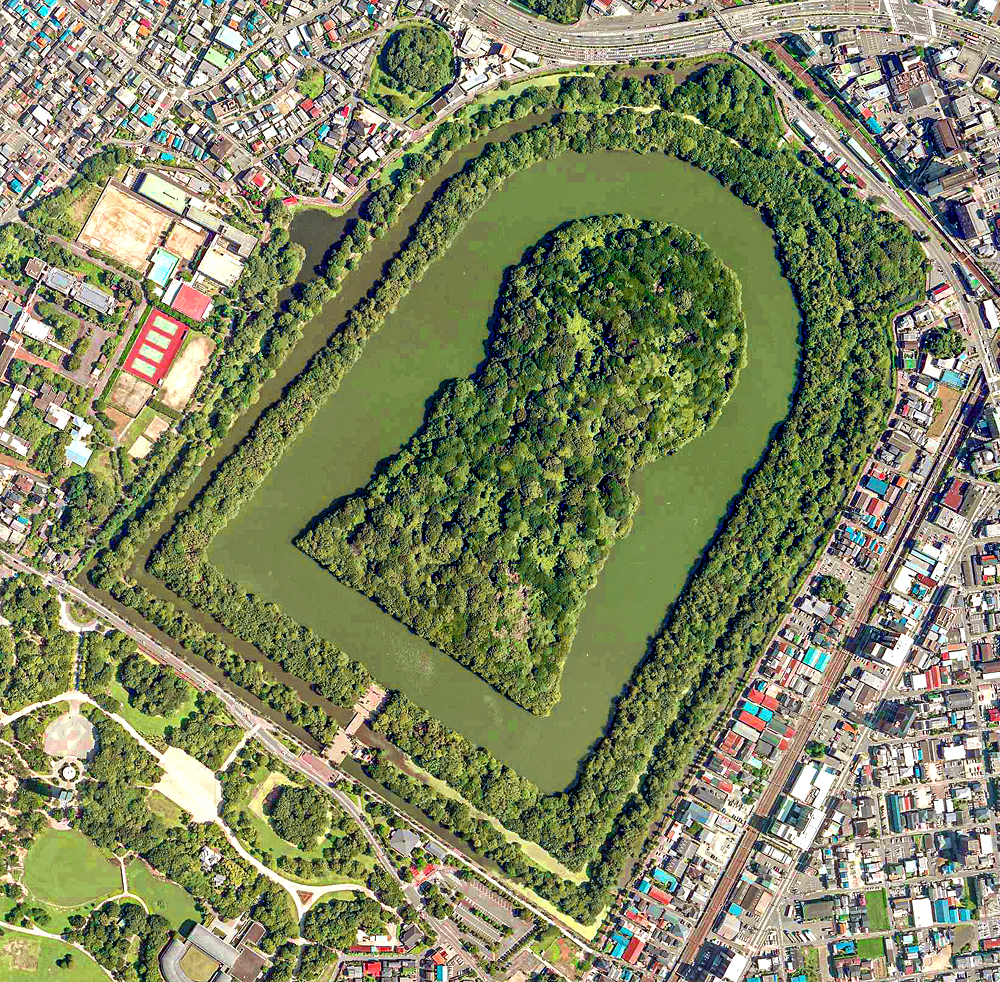
大仙陵古墳
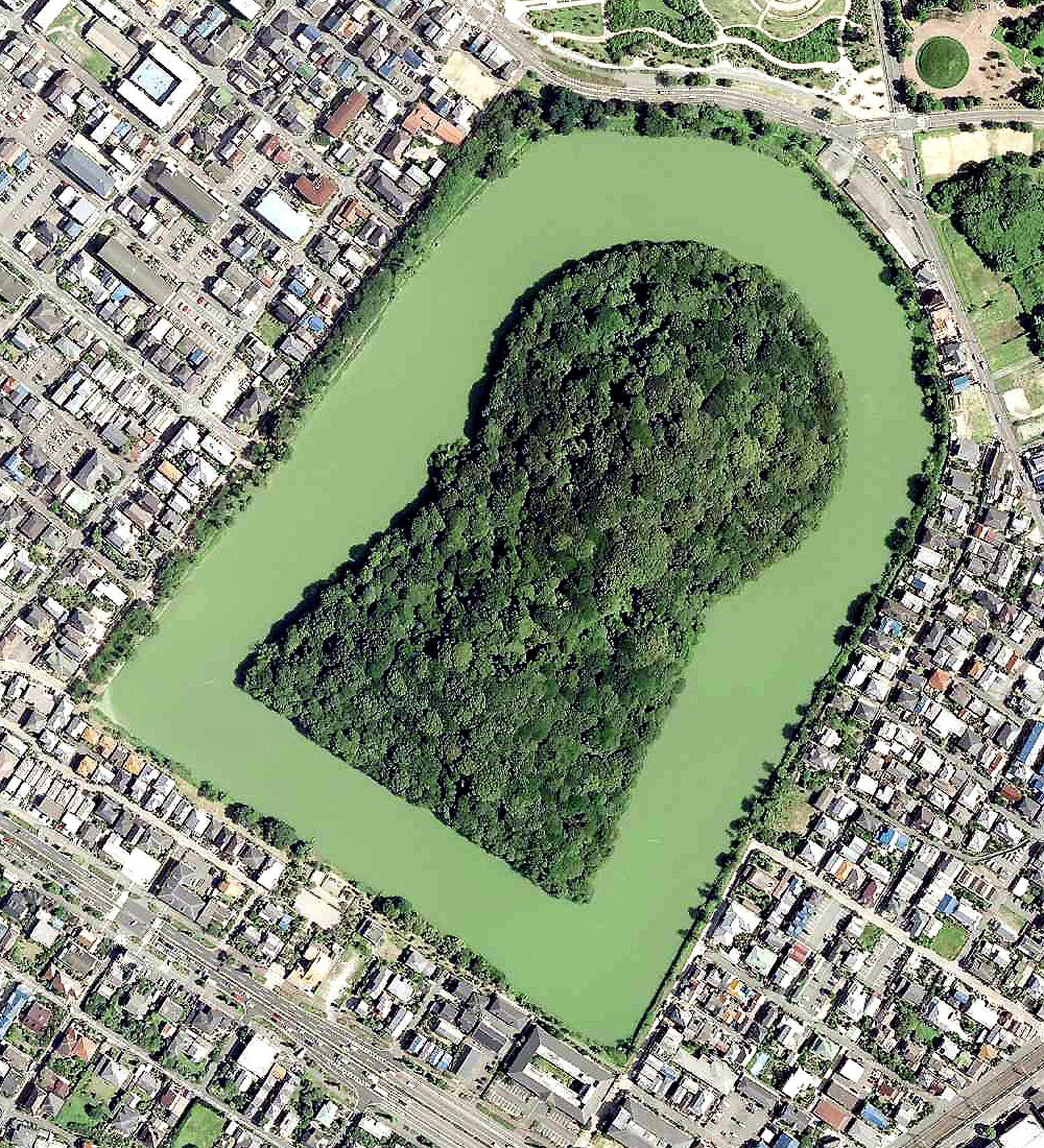
上石津ミサンザイ古墳
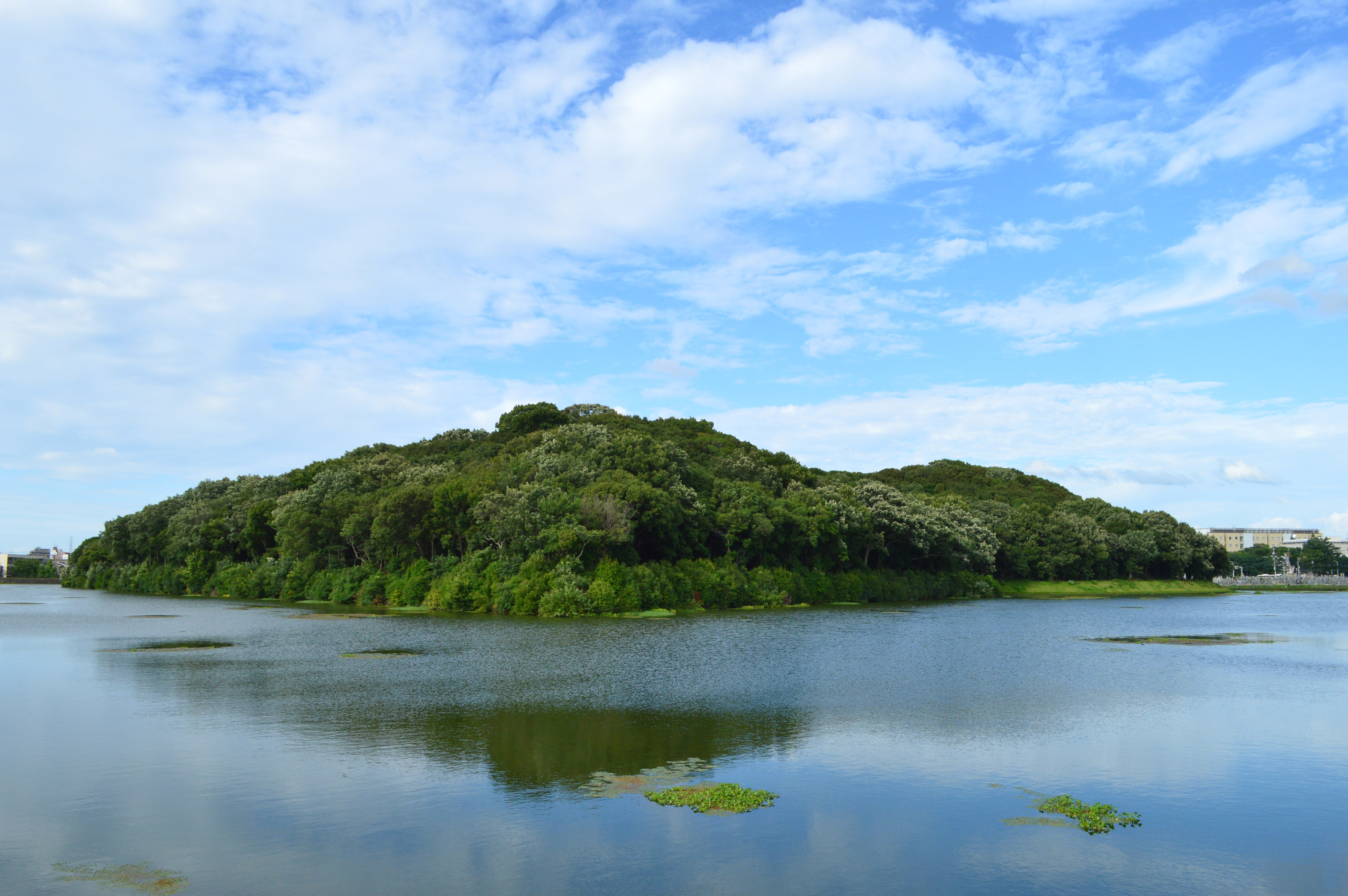
土師ニサンザイ古墳
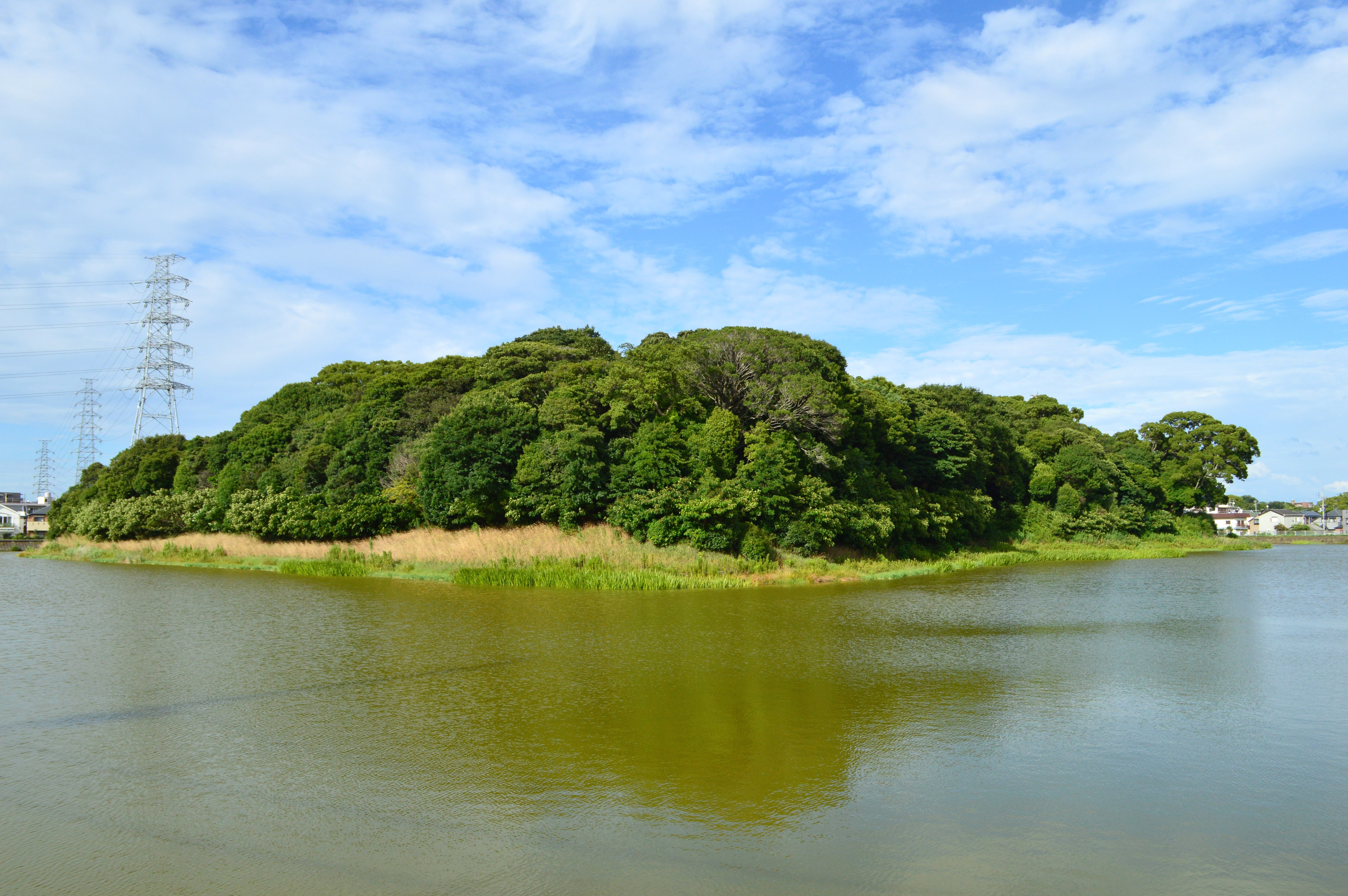
御廟山古墳
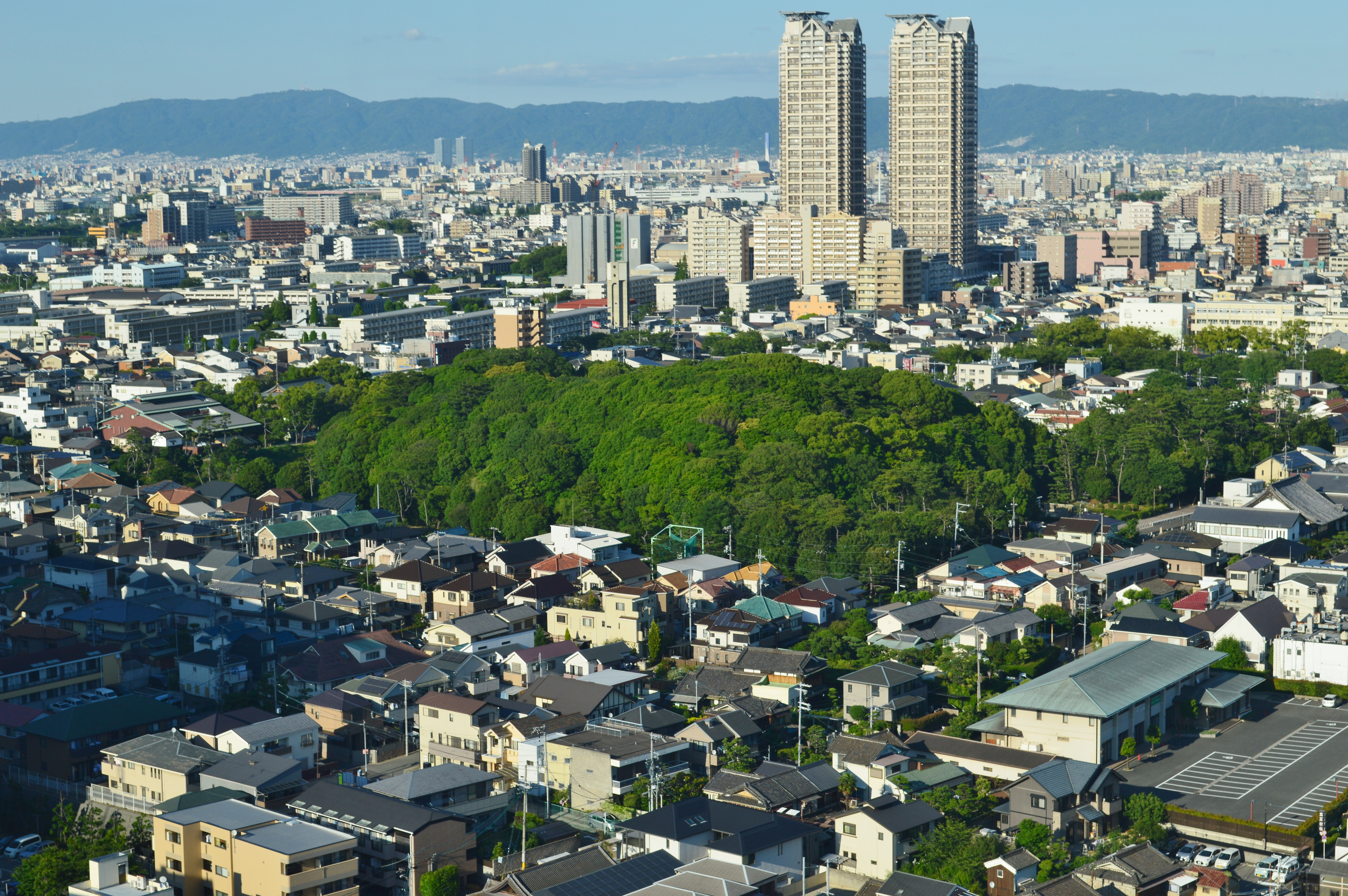
田出井山古墳
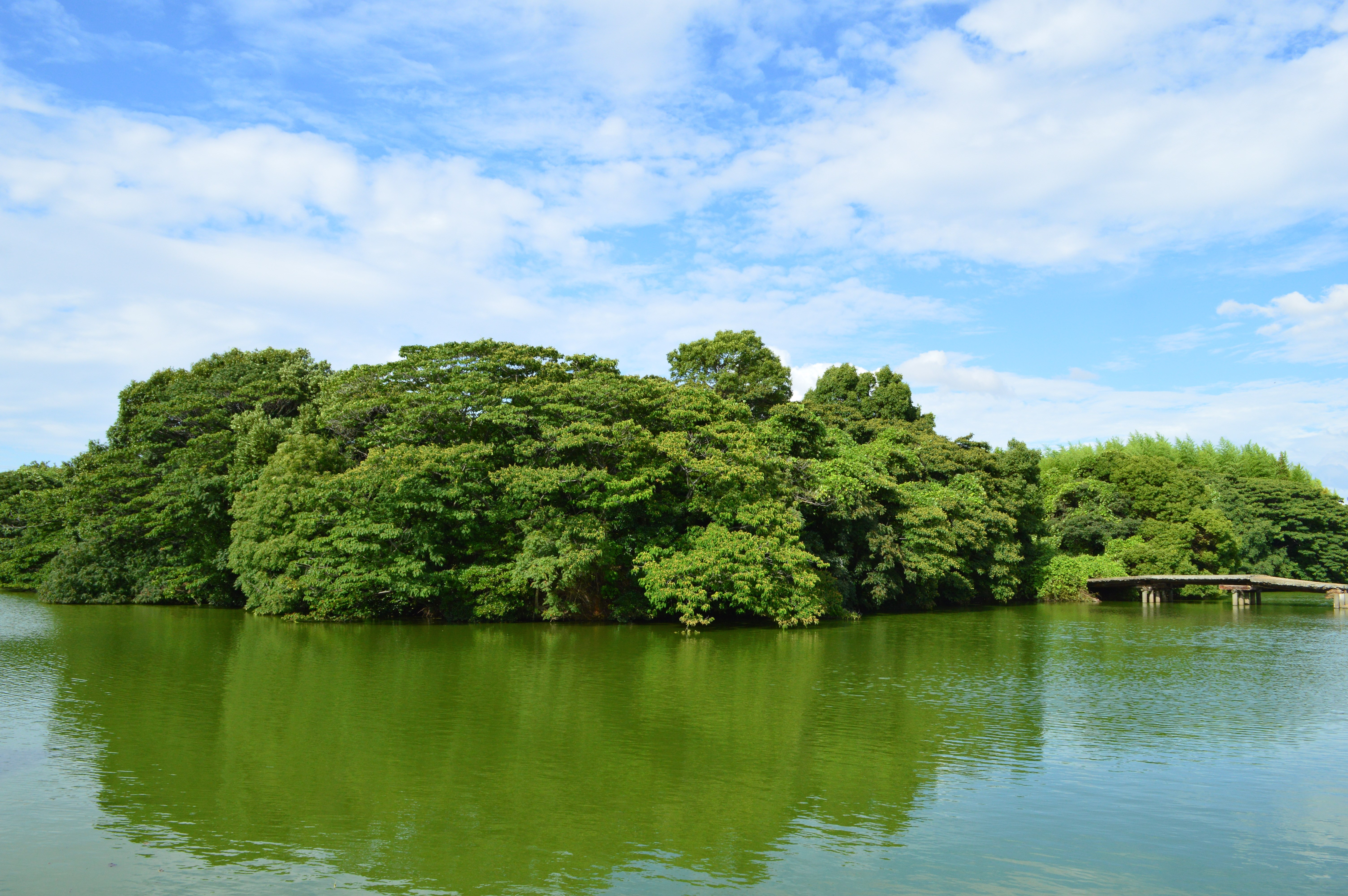
いたすけ古墳

現存するものは44基。百舌鳥・古市古墳群世界文化遺産登録推進本部会議のサイトにあるリストによれば、形状別の内訳は前方後円墳13基、帆立貝形墳9基、円墳17基、方墳5基となっている。
このうち19基が「百舌鳥古墳群」として国の史跡に指定されている（ニサンザイ古墳、御廟山古墳は内濠のみの指定）。
| 古墳名                 | 所在地                    | 形状         | 墳丘長  | 史跡指定             | 宮内庁治定         | 備考     |
| ---------------------- | ------------------------- | ------------ | ------- | -------------------- | ------------------ | -------- |
| 大仙陵古墳（大山古墳） | 堺市堺区大仙町            | 前方後円墳   | 525 m   |                      | 仁徳天皇陵         | 世界遺産 |
| 上石津ミサンザイ古墳   | 堺市西区石津ヶ丘          | 前方後円墳   | 365 m   |                      | 履中天皇陵         | 世界遺産 |
| 土師ニサンザイ古墳     | 堺市北区百舌鳥西之町3丁   | 前方後円墳   | 290 m   | 国の史跡（内濠）     | 東百舌鳥陵墓参考地 | 世界遺産 |
| 御廟山古墳             | 堺市北区百舌鳥本町1丁     | 前方後円墳   | 203 m   | 国の史跡（内濠）     | 百舌鳥陵墓参考地   | 世界遺産 |
| 乳岡古墳               | 堺市堺区石津町2丁         | 前方後円墳   | 155 m   | 国の史跡             |                    |          |
| 田出井山古墳           | 堺市堺区北三国ヶ丘町2丁   | 前方後円墳   | 148 m   |                      | 反正天皇陵         | 世界遺産 |
| いたすけ古墳           | 堺市北区百舌鳥本町3丁     | 前方後円墳   | 146 m   | 国の史跡             |                    | 世界遺産 |
| 長塚古墳               | 堺市堺区百舌鳥夕雲町2丁   | 前方後円墳   | 106 m   | 国の史跡             |                    | 世界遺産 |
| 永山古墳               | 堺市堺区東永山園          | 前方後円墳   | 100 m   | 堺市指定史跡（周濠） | 仁徳天皇陵陪冢     | 世界遺産 |
| 丸保山古墳             | 堺市堺区北丸保園          | 帆立貝形古墳 | 087 m   | 国の史跡             | 仁徳天皇陵陪冢     | 世界遺産 |
| 御廟表塚古墳           | 堺市北区中百舌鳥町4丁     | 前方後円墳   | 085 m   | 国の史跡             |                    |          |
| 銭塚古墳               | 堺市堺区東上野芝町2丁     | 帆立貝形古墳 | 072 m   | 国の史跡             |                    | 世界遺産 |
| 定の山古墳             | 堺市北区百舌鳥梅町1丁     | 帆立貝形古墳 | 069 m   |                      |                    |          |
| 大安寺山古墳           | 堺市堺区大仙町            | 円墳         | 062 m   |                      | 仁徳天皇陵陪冢     | 世界遺産 |
| 竜佐山古墳             | 堺市堺区大仙中町          | 帆立貝形古墳 | 061 m   | 堺市指定史跡（周濠） | 仁徳天皇陵陪冢     | 世界遺産 |
| グワショウ坊古墳       | 堺市堺区百舌鳥夕雲町3丁   | 円墳         | 061 m   | 国の史跡             |                    |          |
| 文珠塚古墳             | 堺市西区上野芝向ヶ丘町1丁 | 前方後円墳   | 059 m   | 国の史跡             |                    |          |
| 収塚古墳               | 堺市堺区百舌鳥夕雲町2丁   | 帆立貝形古墳 | 058 m   | 国の史跡             |                    | 世界遺産 |
| 旗塚古墳               | 堺市北区百舌鳥夕雲町3丁   | 帆立貝形古墳 | 058 m   | 国の史跡             |                    | 世界遺産 |
| 茶山古墳               | 堺市堺区大仙町            | 円墳         | 056 m   |                      | 仁徳天皇陵陪冢     | 世界遺産 |
| 孫太夫山古墳           | 堺市堺区百舌鳥夕雲町2丁   | 帆立貝形古墳 | 056 m   |                      | 仁徳天皇陵陪冢     | 世界遺産 |
| かぶと塚古墳           | 堺市西区上野芝町6丁       | 帆立貝形古墳 | 050 m   |                      |                    |          |
| 樋の谷古墳             | 堺市堺区大仙町            | 円墳         | 047 m   |                      | 仁徳天皇陵陪冢     |          |
| 寺山南山古墳           | 堺市西区上野芝町1丁       | 方墳         | 045 m   | 国の史跡             |                    | 世界遺産 |
| 源右衛門山古墳         | 堺市堺区向陵西町4丁       | 円墳         | 034 m   |                      | 仁徳天皇陵陪冢     | 世界遺産 |
| 鎮守山塚古墳           | 堺市北区百舌鳥赤畑町5丁   | 円墳         | 034 m   |                      |                    |          |
| 菰山塚古墳             | 堺市堺区南丸保園          | 帆立貝形古墳 | 033 m   |                      | 仁徳天皇陵陪冢     | 世界遺産 |
| 七観音古墳             | 堺市堺区旭ケ丘北町5丁     | 円墳         | 033 m   | 国の史跡             |                    | 世界遺産 |
| 塚廻古墳               | 堺市堺区百舌鳥夕雲町1丁   | 円墳         | 032 m   | 国の史跡             |                    | 世界遺産 |
| 狐山古墳               | 堺市堺区大仙中町          | 円墳         | 030 m   |                      | 仁徳天皇陵陪冢     |          |
| 善右ヱ門山古墳         | 堺市北区百舌鳥本町3丁     | 方墳         | 028 m   | 国の史跡             |                    | 世界遺産 |
| 鏡塚古墳               | 堺市北区百舌鳥赤畑町2丁   | 円墳         | 026 m   | 国の史跡             |                    |          |
| 銅亀山古墳             | 堺市堺区大仙町            | 方墳         | 026 m   |                      | 仁徳天皇陵陪冢     | 世界遺産 |
| ドンチャ山古墳         | 堺市北区百舌鳥陵南町3丁   | 円墳         | 026 m   | 国の史跡             |                    |          |
| 万代山古墳             | 堺市北区百舌鳥赤畑町5丁   | 前方後円墳   | 025 m＋ |                      |                    |          |
| 西酒呑古墳             | 堺市堺区旭ヶ丘南町2丁     | 円墳         | 025 m   |                      | 履中天皇陵陪冢     |          |
| 桧塚古墳               | 堺市堺区石津北町          | 前方後円墳   | 025 m   |                      | 履中天皇陵陪冢     |          |
| 鈴山古墳               | 堺市堺区北三国ヶ丘町2丁   | 方墳         | 022 m   |                      | 反正天皇陵陪冢     |          |
| 東酒呑古墳             | 堺市堺区旭ヶ丘南町3丁     | 円墳         | 021 m   |                      | 履中天皇陵陪冢     |          |
| 経堂古墳               | 堺市堺区南陵町            | 円墳         | 020 m   |                      | 履中天皇陵陪冢     |          |
| 正楽寺山古墳           | 堺市北区百舌鳥陵南町3丁   | 円墳         | 016 m   | 国の史跡             |                    |          |
| 天王古墳               | 堺市堺区北三国ヶ丘町3丁   | 方墳         | 011 m   |                      | 反正天皇陵陪冢     |          |
| 坊主山古墳             | 堺市北区百舌鳥赤畑町2丁   | 円墳         | 010 m   |                      | 仁徳天皇陵陪冢     |          |
| 東上野芝町1号墳        | 堺市堺区東上野芝町1丁     | 円墳         |         |                      |                    |          |

- 大仙陵古墳[8]
- 上石津ミサンザイ古墳[8]
- 土師ニサンザイ古墳
- 御廟山古墳
- 田出井山古墳
- いたすけ古墳

### 非現存古墳
| 古墳名            | 所在地                       | 墳形       | 備考                                                           |
| ----------------- | ---------------------------- | ---------- | -------------------------------------------------------------- |
| 百舌鳥大塚山古墳  | 堺市西区上野芝町4丁          | 前方後円墳 | 墳丘長168 m                                                    |
| 長山古墳          | 堺市堺区東湊町6丁、協和町1丁 | 前方後円墳 | 全長110 m                                                      |
| 城ノ山古墳        | 堺市北区百舌鳥西之町1丁      | 前方後円墳 | 全長約77 m                                                     |
| 平井塚古墳        | 堺市北区百舌鳥陵南町3丁      | 前方後円墳 | 全長58 m                                                       |
| こうじ山古墳      | 堺市北区百舌鳥西之町3丁      | 前方後円墳 | 全長50.5 m                                                     |
| 渡矢古墳          | 堺市北区中百舌鳥町           | 前方後円墳 | 全長45 m                                                       |
| 尼塚古墳          | 堺市北区中百舌鳥町6丁        | 前方後円墳 | 直径約45 m                                                     |
| 播磨塚古墳        | 堺市北区百舌鳥本町3丁        | 前方後円墳 | [ 15 ]                                                         |
| 万代寺山古墳      | 堺市北区百舌鳥赤畑町         | 前方後円墳 | [ 16 ]                                                         |
| 七観山古墳        | 堺市堺区旭ヶ丘中町           | 円墳       | 直径約56 m、履中陵古墳陪塚（推定）、甲・冑・剣・馬具などが出土 |
| カトンボ山古墳    | 堺市北区百舌鳥赤畑町5丁      | 円墳       | 直径約50 m、大量の勾玉、臼玉が出土                             |
| 旅塚古墳          | 堺市堺区南陵町4丁            | 円墳       | 直径約35 m                                                     |
| 木下山古墳        | 堺市北区中百舌鳥町4丁        | 円墳       | 直径約30 m                                                     |
| 茂右衛門山古墳    | 堺市北区百舌鳥夕雲町2丁      | 円墳       | 直径20 m                                                       |
| 原山古墳          | 堺市北区百舌鳥夕雲町2丁      | 円墳       | 直径約20 m、大仙公園内に復元                                   |
| 鳶塚古墳          | 堺市北区百舌鳥夕雲町2丁      | 円墳       | 直径約20 m、大仙公園内に復元                                   |
| 上野芝町1号墳     | 堺市西区上野芝町7丁          | 円墳       | 直径約20 m                                                     |
| 上野芝町2号墳     | 堺市西区上野芝町8丁          | 円墳       | 直径約20 m                                                     |
| ドンチャン山1号墳 | 堺市北区百舌鳥陵南町3丁      | 円墳       | 直径約20 m                                                     |
| 湯の山古墳        | 堺市北区百舌鳥陵南町2丁      | 円墳       | 直径20 m                                                       |
| 陵南赤山古墳      | 堺市北区百舌鳥西之町1丁      | 円墳       | 直径約20 m                                                     |
| 一本松古墳        | 堺市堺区大仙町               | 円墳       | 直径20 m                                                       |
| 八幡塚古墳        | 堺市北区百舌鳥赤畑町4丁      | 円墳       | 直径約20 m                                                     |
| 狐塚古墳          | 堺市西区上野芝町1丁          | 円墳       | 直径約20 m、履中陵古墳の陪塚                                   |
| 賀仁山古墳        | 堺市北区中百舌鳥町4丁        | 円墳       | [ 29 ]                                                         |
| 銭塚古墳          | 堺市北区百舌鳥赤畑町3丁      | 円墳       | [ 30 ]                                                         |
| 一本松塚古墳      | 堺市北区百舌鳥本町1丁        | 円墳       | [ 31 ]                                                         |
| 狐塚古墳          | 堺市北区百舌鳥夕雲町2丁      | 円墳       | [ 32 ]                                                         |
| 亀塚古墳          | 堺市西区上野芝町5丁          | 円墳       | [ 33 ]                                                         |
| 聖の塚古墳        | 堺市北区百舌鳥梅町4丁        | 円墳       | [ 34 ]                                                         |
| 経塚古墳          | 堺市中区土師町               | 円墳       | [ 35 ]                                                         |
| ツクチ山古墳      | 堺市中区土師町               | 円墳       | [ 36 ]                                                         |
| 黄金山塚古墳      | 堺市西区上野芝向ヶ丘町4丁    | 円墳       | [ 37 ]                                                         |
| 文山古墳          | 堺市北区百舌鳥陵南町3丁      | 円墳       | [ 38 ]                                                         |
| 吾呂茂塚古墳      | 堺市北区百舌鳥本町3丁        | 方墳       | 濠長40 m                                                       |
| 百舌鳥夕雲町1号墳 | 堺市北区百舌鳥夕雲町1丁      | 方墳       | 直径約20 m                                                     |
| ナゲ塚古墳        | 堺市北区百舌鳥陵南町1丁      |            | [ 41 ]                                                         |

## 世界遺産推薦への動向

### 顕著な普遍的価値の証明

百舌鳥古墳群と他の古墳群の位置関係

世界遺産に求められる「顕著な普遍的価値」を、2007年の文化庁による世界遺産候補地公募に際して一府三市が作成・提出した提案書では、「百舌鳥・古市古墳群における墳丘形態が日本各地のモデルとなり、副葬品や埴輪にも影響を及ぼし、古墳文化とその交流の中心地であり、独自の文化が存在したことを示している」「前方後円墳をはじめとする独特な墳墓形態とその築造技術は独自発展したもので、それを可能とした高度な土木技術の存在を裏付ける物証である」とした。これに対し2010年に暫定リスト掲載を決めた際に文化庁は、「4～6世紀にかけて日本各地で造営された古墳群は百舌鳥・古市古墳群を規範とし、古墳時代に共通する古墳造営の価値観の交流を示している。また、巨大古墳の周囲に中小の多様な古墳を配置していることは、当時の政治的・社会的支配の実態を反映しており、古墳造営の独自の文化的伝統があったことを示唆する物証である」とコメントした。また、2012年に開催した国際シンポジウムでは、「造墓における巨大化や来世観は古代中国の価値観が波紋状に東アジアへ広がった物証であり、百舌鳥・古市古墳群の王墓はその倭風（和風ではない）化された価値観が顕れている」「膨大な労働力と時間を費やした墳墓造営は、国家形成過程における権威・権力の存在を示している」とし、国際交流や国家形成という視点が加えられた。

### 課題と対策
百舌鳥・古市古墳群は2013年から毎年世界遺産への推薦を目指してきたが、3年連続で国内選考から漏れ続けた。その理由として文化庁は、「階層性が示す『顕著な普遍的価値』の合理性の検討」「構成資産がどう『顕著な普遍的価値』に貢献しているか」を明確にする説明が足りないとし、古墳群が抱える課題を提示したが、問題も残されている。
1. 古墳群が前方後円墳や円墳・方墳という多様な形、また全長400m以上から20m程度までさまざまな大きさがあることから、形や規模で分けた社会的階層性（大王・王族・豪族など）の分類をすべき
　↳発掘調査に伴う副葬品の検証なども交えないと社会的階層を証明しきれない。また、各古墳の向きの不統一性の説明がなされていないことや、古墳時代の終焉（古墳が造られなくなった理由）にも言及すべき
2. 被葬者が特定されていないながら天皇名を冠するなど抽象的な表現が多く用いられており、日本だけではなく世界の人が理解できる説明が求められる（皇国史観からの脱却）
　↳天皇陵だとしても通常陵墓は天皇がいる首都近郊に造られるが、百舌鳥・古市古墳群はそうした政治的地理条件に符合しない（皇居#歴代の皇居を参照）
3. 古墳時代の文化の特質について東アジア文化史の観点から十分に説明すること
　↳前方後円墳は日本独自のものとするが、韓国にもあるという主張がある（朝鮮半島南部の前方後円形墳参照）。また、世界遺産は他国の先行登録物件との比較検討をしなければならず、古墳の世界遺産としては韓国の慶州歴史地域や百済歴史地域、北朝鮮の高句麗古墳群、国内でも「『神宿る島』宗像・沖ノ島と関連遺産群」の新原・奴山古墳群があり、それらとの違いを証明する必要がある。特に高句麗古墳群は推薦書の他国類似例比較として日本の古墳を引き合いに出して差別化を図っており、その検証との重複を避けなければならない[注 3]
4. 墳丘上の植生の管理方法に関する調査、管理方針を明確化する
　↳古墳増築当初の様相が判る実例が欲しいが、古墳の植生が自治体の緑化財産であったり、自然保護や二酸化炭素吸収源としての観点から伐採が困難
5. 両古墳群間の移動について実効性を持った計画を練る

さらに推薦候補に決まった後も、百舌鳥古墳群と古市古墳群を一体化して捉える理由が不明確であるとも指摘している。
また、世界遺産推薦に際し完全性（インテグリティ）として法的保護根拠が求められ、国内の既存文化遺産の大半が文化財保護法を拠り所としてきたが、天皇陵・陵墓参考地は国有財産法に基づく皇室用財産のため文化財指定が困難であり（世界遺産条約では「当該国内法令に定める財産権は害さない」とし、所有権とその権利の行使は認めている）、このことはひいては秘匿性（菊タブー）を高めることになりかねない危惧もある。
こうしたことをうけ構成資産の見直しが図られ、百舌鳥古墳群からは鏡塚古墳、グワショウ坊古墳、鈴山古墳、狐山古墳、樋の谷古墳を除外することを決定。収塚古墳では帆立貝形の古墳が体感できるよう墳丘に生い茂る木々の一部を剪定したり原形を再現するなどして数年以内に立ち入りを可能にする計画でいる。法的保護根拠は景観法を中核とし、両古墳群間の移動に関してはレンタサイクルの活用を推進する。
この他、濠の水の波で墳丘部が崩れたり、濠に産業廃棄物が捨てられる、大量発生したアオコが腐り異臭を放つといった問題も報告されている。

### 多様な価値観
上記の「顕著な普遍的価値」に加え、課題指摘事項に対しても斬新な切り口で対応する見解が示されている。
- 古墳の周囲に巡らされた濠の存在は東アジアでは見られず、水がもつ意味（水稲稲作の普及と王権の関係や濠の水が灌漑に役立てられていた可能性といった実利性）を追求することで差別化が図れる
- 前方後円墳は日本独自のものではなく韓国にもあるという説に関し、ユネスコが重視する文化循環の証拠とし、日韓問題の文化摩擦を解決する手段の一つとすることで文化的価値を高める
- 古墳周辺に迫る住宅景観に関し、場合によっては古墳が破壊され宅地造成されていた可能性もあるが、古墳が残ったのはそれが墓であることを理解し手を付けてはいけないという日本人の宗教観による畏怖の念の表れとする潜在意識での保護感覚を主張する

## 交通アクセス
- JR西日本阪和線 百舌鳥駅
- 南海高野線,JR西日本阪和線 三国ヶ丘駅

## 補注